# 程鹏 (1964年)
程鹏 (1964年2月—)，天津人，南开大学化学学院教授，南开大学伯苓学院院长，主要从事功能配合物方面的研究工作。入选中华人民共和国教育部2007年度"长江学者"特聘教授。